# Muesee Kazapua

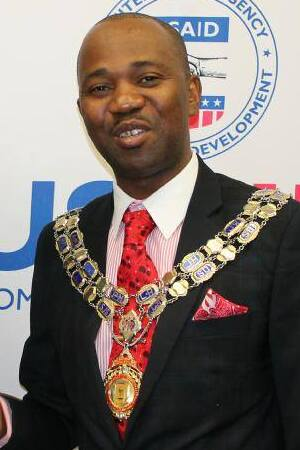
Muesee Kazapua

Muesee Kazapua (* 1980 in Windhoek, Südwestafrika) ist ein namibischer Politiker der SWAPO. Er war von Dezember 2014 bis Dezember 2019 Bürgermeister von Windhoek, der Hauptstadt Namibias.
Kazapua besuchte das Augustineum in Windhoek und hat Abschlüsse in Jugendentwicklung, lokaler Verwaltung und Management.